# 巴羅佐委員會
巴羅佐委員會（英語：Barroso Commission）是2004年11月22日至2014年10月31日期間，由欧盟委员会主席若泽·曼努埃尔·巴罗佐所領導的欧洲联盟委员会，共有26位來自歐盟各成員國的事務專員。2009年9月16日，巴羅佐二度被歐洲議會選為執委會主席，其委員會在2010年2月9日被批准就職。
巴羅佐最初被外圍評論家視為是最平庸的人選，但他的執委團隊為他贏得些許尊重。之後爆發危機，歐洲議會反對部分執委人選使得委員會被迫改組。2007年，因羅馬尼亞和保加利亞加入歐盟而增加兩名專員。
巴羅佐在職務的處理上比前任更具主席樣。在任期內所通過的重要立法有REACH和波克斯坦指令。執委變得更具有政治性，執委會內的歐盟公務員更為偏向經濟自由主義。

## 歷史
巴羅佐在2004年7月被議會選為執委會主席。但他所提名的委員會卻遭到議會反對，特別是認為洛可·布蒂利奧內（Rocco Buttiglione）其保守言論不適合歐洲司法、自由與安全執委（European Commissioner for Justice, Freedom and Security）這個職務。這使得歐盟陷入危機。最後巴羅佐退讓並改組團隊，執委會在2004年11月22日批准上任。執委會在2007年因羅馬尼亞和保加利亞加入歐盟而增加兩名專員。

### 主席選舉
普羅迪委員會（Prodi Commission）將在2004年10月結束任期，所以2004年選舉選出的第六屆歐洲議會必須開始考量執委會主席人選。比利時首相居伊·伏思達獲得愛爾蘭、法國和德國的強力支持，認為他「相信歐洲，也是位戰士」。然而，這位聯邦主義者受到西班牙、英國、義大利和波蘭的反對，因為他公開反對伊拉克戰爭和傾向將神列入《歐洲憲法》。英國籍外交事務專員彭定康獲英國提名角逐下屆主席，但由於得不到法國和德國的支持而以失敗告終。愛爾蘭總理伯蒂·埃亨也是熱門人選，但他並無意願擔任執委會主席。
由於歐洲人民黨在先前的選舉中獲勝，人民黨希望能夠拿下執委會主席一職。候選人包括盧森堡首相讓-克洛德·容克（但本人拒絕）和奧地利總理沃爾夫岡·許塞爾（但與他結盟的右派政黨提出質疑）。
有些執委也被支持成為候選人，包括奧地利籍農業與農村發展專員法蘭茲·費席勒（Franz Fischler）、葡萄牙籍司法、自由與安全專員安東尼奧·維多利諾（António Vitorino）和法國籍區域政策專員米歇爾·巴尼耶（Michel Barnier）。
其他候選人包括西班牙籍高級代表哈維爾·索拉納和愛爾蘭籍歐洲議會議長派特·考克斯（Pat Cox）。雖然巴羅佐因支持伊拉克戰爭與被視為最為平庸的候選人而受到反對者反對，但仍獲得最高的支持度。2004年7月22日，在人民黨的支持下，議會以215票贊成（總票數413票，44票棄權）通過巴羅佐任命案。他後來也在委員的選擇上贏得讚賞。

### 執委聽證會
巴羅佐拒絕了「超級執委」的想法，並希望執委會的三分之一能由女性出任專員，並認為最具權力的專員應由最適合的人士出任，而不是分配給大國。他在大國與小國間職務的平等分配贏得讚賞。9月27日至10月11日，各國政府將提出各個專員人選，由議會舉行聽證會決定是否適任。
在聽證會期間，議員發現部分專員的缺現。委員會質疑英格麗達·烏德烈（Ingrida Udre，稅務與關稅同盟）、拉斯洛·科瓦奇（László Kovács，能源）、內莉·克魯斯（Neelie Kroes，競爭）和瑪麗安·費舍-珀爾（Mariann Fischer-Boel，農業與農村發展）。但最具爭議的是洛可·布蒂利奧內的保守言論（女性在婚姻裡的立場和認為同性戀是罪惡），在部分歐洲議員眼中被認為是不適合擔任與歐盟人權相關的職務。公民權利委員會成為第一個投下反對票的委員會。
歐洲社會黨大力抨擊巴羅佐與其委員會，人民黨則力挺巴羅佐，自由黨則出現分歧。巴羅佐試著對議會做出些許讓步，但社會黨仍明確表示他們將會投下反對票，使得分裂的自由黨左右了巴羅佐委員會是否會成為歐盟歷史上第一個被議會拒絕的委員會。人民黨要求若是布蒂利奧內離開，那社會黨也必須在委員會名單中做出相對的犧牲。
巴羅佐最後讓步，撤回自己提出的委員會，普羅迪委員會繼續擔任三周的看守執委會，直到巴羅佐提出新名單。三項改變維護了他逐漸下降的權威並贏得議會的支持：布蒂利奧內由義大利外交部長佛朗哥·弗拉蒂尼（Franco Frattini）取代，拉斯洛·科瓦奇改為擔任稅務專員，英格麗達·烏德烈由安德里斯·皮耶巴爾格斯（Andris Piebalgs）取代。
然而，獨立/民主黨團主席奈傑爾·法拉吉（Nigel Farage）對於雅各·巴洛特（Jacques Barrot）提出質疑。被提名為運輸事務專員兼任副主席的巴洛特在2000年因其政黨的資金醜聞被判緩刑。隨後，他獲得法國總統雅各·席哈克大赦，而巴羅索也不知巴洛特被判刑。儘管如此，巴羅佐依然表示巴洛特是適任人選。法拉吉也指控副主席希姆·卡拉斯（Siim Kallas）有過詐欺的犯罪紀錄。但最後確認是不正確的報紙標題造成誤解，並已公開道歉。
委員會在2004年11月18日通過，11月22日就任。

### 2007年擴大
羅馬尼亞與保加利亞於2007年1月1日加入歐盟，各可獲得一位執委，讓專員席位增至27名。兩位新執委在2006年12月12日批准。保加利亞籍梅格萊娜·庫內娃（Meglena Kuneva）被任命為消費者保護專員。她的目標與態度讓人民黨與社會黨留下深刻印象。庫內娃任命案以583票贊成，21票反對和28票棄權通過。
羅馬尼亞最初提名羅馬尼亞議員瓦魯然·沃斯加尼安（Varujan Vosganian），然而他的極右派色彩與從未參與過歐盟事務很快地受到社會黨與委員會內部的反對。之後改由李奧納德·歐本（Leonard Orban）出任多語事務專員。但因職責過小而引起部分議員反對。社會黨主席馬丁·舒茲（Martin Schulz）建議應注重在少數民族但被巴羅佐否決。歐本任命案以595票贊成，16票反對和29票棄權獲得議會通過。

### 期末辭職
2008年3月，馬可斯·奇普利亞努（Márkos Kyprianoú）專員在賽普勒斯總統選舉結束後辭職，回到國內擔任外交部長。4月9日，接替人選安卓拉·瓦希利烏（Androula Vassiliou）獲得議會批准。執委為了尋求下一份工作而在任期結束前辭職十分常見，但可能會破壞執委會的整體性。
2008年4月23日，佛朗哥·弗拉蒂尼在義大利選舉結束後回國擔任義大利外交部長。弗拉蒂尼的職責在接替人選上任之前由巴洛特暫時代理。鑒於2004年議會對於布蒂利奧內的反對，巴羅佐決定讓弗拉蒂尼的接替人選－同樣具有右派色彩的安東尼奧·塔亞尼（Antonio Tajani）接掌巴洛特的運輸事務，巴洛特則擔任司法專員，希望能以運輸事務這個較不敏感的職責獲得議會的支持。議會在2008年6月18日以507票贊成、53票反對、64票棄權通過此任命案。彼得·曼德爾森在同年10月回到英國擔任商業、企業與管制改革大臣，由凱瑟琳·艾希頓接任。2009年歐洲會議會選舉，兩名執委－波蘭籍達努塔·許伯納（Danuta Hübner）與比利時籍路易斯·米歇爾（Louis Michel）當選歐洲議會議員，分別由帕維烏·薩梅茨基（Paweł Samecki，7月4日）和卡雷爾·德·古赫特（Karel De Gucht，7月17日）接替。達利婭·格里包斯凱特在當選立陶宛總統後由阿爾吉爾達斯·塞梅塔（Algirdas Šemeta）接替。揚·菲格爾（Ján Figeľ）被選為基督教民主運動主席後辭職，由馬洛許·塞夫喬維奇（Maroš Šefčovič）接替。

### 追求連任
2008年，巴羅佐獲得政治領袖支持爭取連任。薩科齊和貝魯斯科尼均表達支持，但巴羅佐表示這必須由議會黨團決定。2008年7月19日，巴羅佐第一次表示尋求連任並獲得人民黨支持。2009年歐洲議會選舉，人民黨維持第一大黨的優勢。雖然未能取得絕對多數或其他政黨的支持，但第二和第三大黨，社會黨與自由黨都未能推出與巴羅佐抗衡的候選人。儘管如此，社會黨、自由黨與歐洲綠黨 - 歐洲自由聯盟組成鬆散的紅綠黃聯盟試圖逼使巴羅佐做出讓步。他們要求巴羅佐明確表示下個任期的政策方針，並讓出重要的執委職位。他們也試圖將投票日改到《里斯本條約》批准日之前，以便對他的任命案有更多的權力。
在2009年9月10日與黨團的會面中，巴羅佐在擁擠的會議室為新政策和過去的施政表現與綠黨展開激烈辯論。儘管親自上陣辯護，巴羅佐仍未能獲得綠黨支持。然而社會黨與自由黨領袖不再強硬反對，後者更贊成設立人權執委的想法。9月15日全體辯論結束後，人民黨與反聯邦主義黨團歐洲保守與改革黨團（European Conservatives and Reformists）表達支持立場，自由黨也表達對巴羅佐有條件的支持。社會黨、綠黨和疑歐主義黨團歐洲自由與民主黨（Europe for Freedom and Democracy）都表達反對立場，批評自由黨是牆頭草。然而透過不記名投票，黨團十分困難去強制執行黨團立場。2009年9月16日進行投票，巴羅佐以382贊成219票反對（117票棄權）成功連任。

### 第二屆委員會
雖然雅各·巴洛特希望留下，但法國總統薩科齊支持由米歇爾·巴尼耶出任，弗拉迪米爾·什皮德拉（Vladimír Špidla）雖也表達意願但其所屬政黨在選舉中失利成為在野黨。貝尼塔·費雷羅-瓦爾德納（Benita Ferrero-Waldner）未能獲得奧地利國內的支持遭到替換，已做過兩任的通訊專員瑪戈特·瓦爾斯特倫沒有意願繼續擔任執委，並批評她的職權沒有任何權力。她建議繼任者可擔任擁有立法議程的「公民專員」並有伊拉斯謨計畫（ERASMUS programme）的掌控權。為了獲得自由黨的支持，巴羅佐承諾設立一位負責公民自由與一位負責內部事務與移民的執委，切割原有的司法、自由與安全專員的職權。
除了這些新的職權，更從公民自由中分割出家庭事務、合併歐盟擴大與睦鄰政策、成立氣候變遷的職位、廢除或合併小職權如通訊和多語。但依然存在人道救援和機構關係等小職權。
雖然巴羅佐希望能有更為平等的性別比例，但新執委會的提名名單只增加了一名女性。所有副主席的順序為：凱瑟琳·艾希頓（第一副主席）、維維亞娜·雷丁、華金·阿爾穆尼亞（Joaquin Almunia）、希姆·卡拉斯、內莉·克魯斯、安東尼奧·塔亞尼和馬洛許·塞夫喬維奇。
保加利亞最初的提名人盧米亞娜·傑列娃（Rumiana Jeleva）儘管獲得人民黨的支持，但受到社會黨為主的議員質疑其適任性及經濟利益而被迫下台。保加利亞隨後提名克里斯塔莉娜·喬治艾娃（Kristalina Georgieva）出任執委。另一位未能獲得支持的是二度出任執委但在聽證會上表現不佳的內莉·克魯斯。但她在第二次聽證會獲得議員支持確定能通過議會投票。
2010年2月9日，議會以488贊成，綠黨和極左派反對與保守與改革黨團棄權的情況下通過執委會任命案。綠黨批評其他反對巴羅佐的政黨最後卻投下贊成票，並且抗議他「不依照執委候選人的能力分配職權。更糟的是，被他調往其他職權的執委在原領域的表現都很出色。由於不明確的職權劃分，將造成新執委會吃去團隊合作，出現內部權力鬥爭。」而保守黨則希望能進行個別投票，「優秀的候選人將會通過，不佳的候選人將被否決」。
然而，作為通過任命案的交換，議會與巴羅佐達成協議，議會主席可出席執委會會議和國際協商。但巴羅佐拒絕議會要求擁有實際上的立法主動權和特別代表的否決權。

## 立法與行動

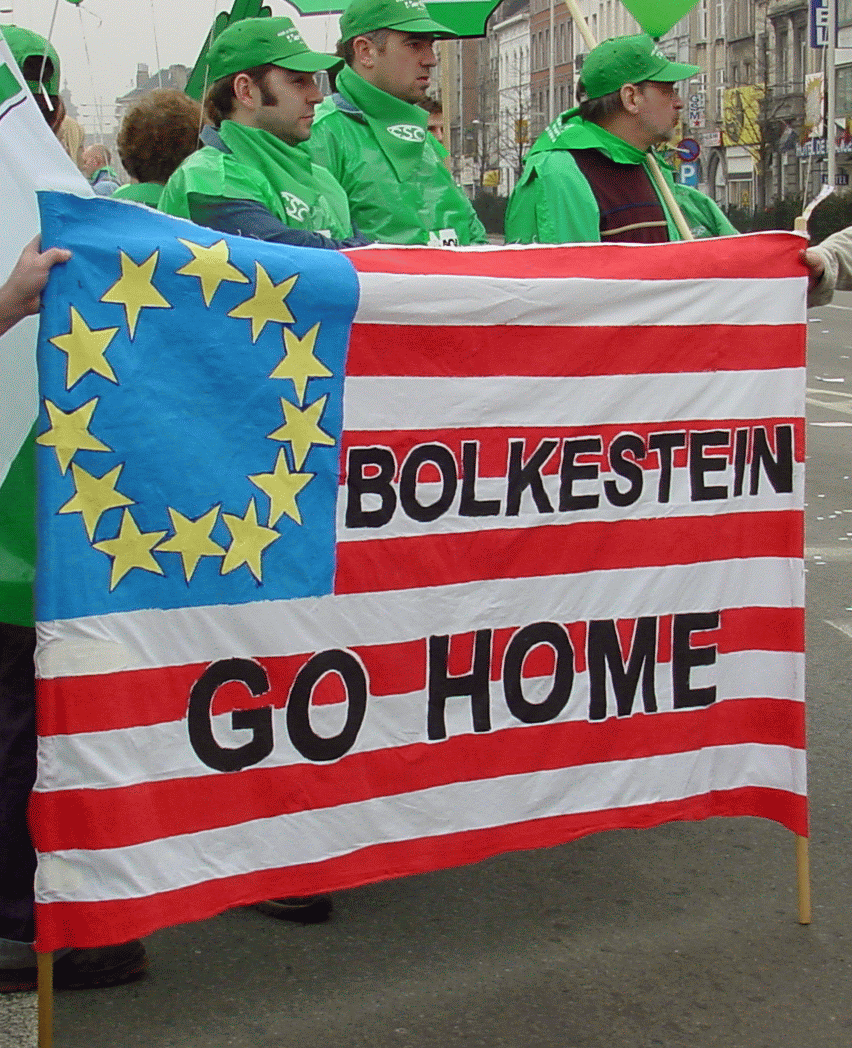
波克斯坦指令受到強烈的反對

巴羅佐委員會通過數個高知名度的法案。巴羅佐大多時候試著將法案與自己而不是只與執委連結在一起。委員會的成果有開放歐盟服務部門的波克斯坦指令與目前為止最大的法案REACH指令。在這些立法過程的協商之中，委員會找回過去與成員國對抗所失去的中立角色而贏得尊敬。

### 服務
內部市場服務指令，又稱為「波克斯坦指令」，是繼承自普羅迪委員會的法案。該法案尋求占歐盟經濟三分之二的服務部門自由化。市場專員查理·麥克里維（Charlie McCreevy）提出法案，受到工會的反對。
20075月，正反兩方達成協議，將排除社會照顧、健康保健、賭博，港務，電視媒體和保全等領域。麥克里維也放棄之前提出的公司母國原則－公司可以在其他國家採用母國的勞工法。

### 國際漫遊
其中一項營得廣大民眾支持的立法是資訊社會與媒體專員維維亞娜·雷丁所提出的歐盟國際漫遊收費規範。該項立法限制了歐盟境內手機國際漫遊的費用上限。儘管受到手機營運業者的反對，該法案依然獲得通過，然而議會的社會黨團還希望手機業者能做出更大的讓步。
雷丁認為這項立法十分成功，並表示雖然最初有所擔憂，但調漲國內通話費用的情形並未發生。但她也指出營運商轉而試著「欺騙」使用者選擇更為昂貴的費率或其他更為昂貴的選擇，如未包含在法案範圍內的簡訊服務。

### 其他政策
REACH指令是另一項重大的立法，經歷三年協商後在2006年通過。本法案目的在於規範歐盟超過3萬種可能造成環境或人體危害的化學品的使用。一些環保團體認為議會試圖淡化此項提案。本項法案是執委會提出的最大一項單一法案，並被認為將可作為世界其他地區的標準。
2007年1月10日，執委會冒險進入歐盟能源政策，表示為對抗氣候變遷，設下2020年減少20%溫室氣體排放量的目標。本政策也在尋求真正的共同能源市場、低碳能源、在能源上能更獨立於石油出口國（如俄羅斯）。
競爭專員內莉·克魯斯忙於一項關於微軟濫用其市場領導地位的冗長案件。微軟拒絕遵守執委會的要求，收到4億9700萬歐元的罰款，是執委會有史以來對單一公司的最大罰款。2007年，歐洲法院判決微軟上訴失敗，微軟同意與執委會合作。
2010年3月3日，巴羅佐宣布一項重大的十年計畫－歐洲2020策略，將致力於提振歐洲經濟。該項計畫試著達成「聰明、永續、包容性的成長」。

## 組成
巴羅佐委員會由主席若澤·曼努埃爾·巴羅佐和其他26位執委（2004至2007年為24名）所組成。每個執委分別來自一個歐盟成員國，九位為女性，全體執委都來自歐洲三大政黨。目前有七位副主席，第一副主席為凱瑟琳·艾希頓。

### 主席

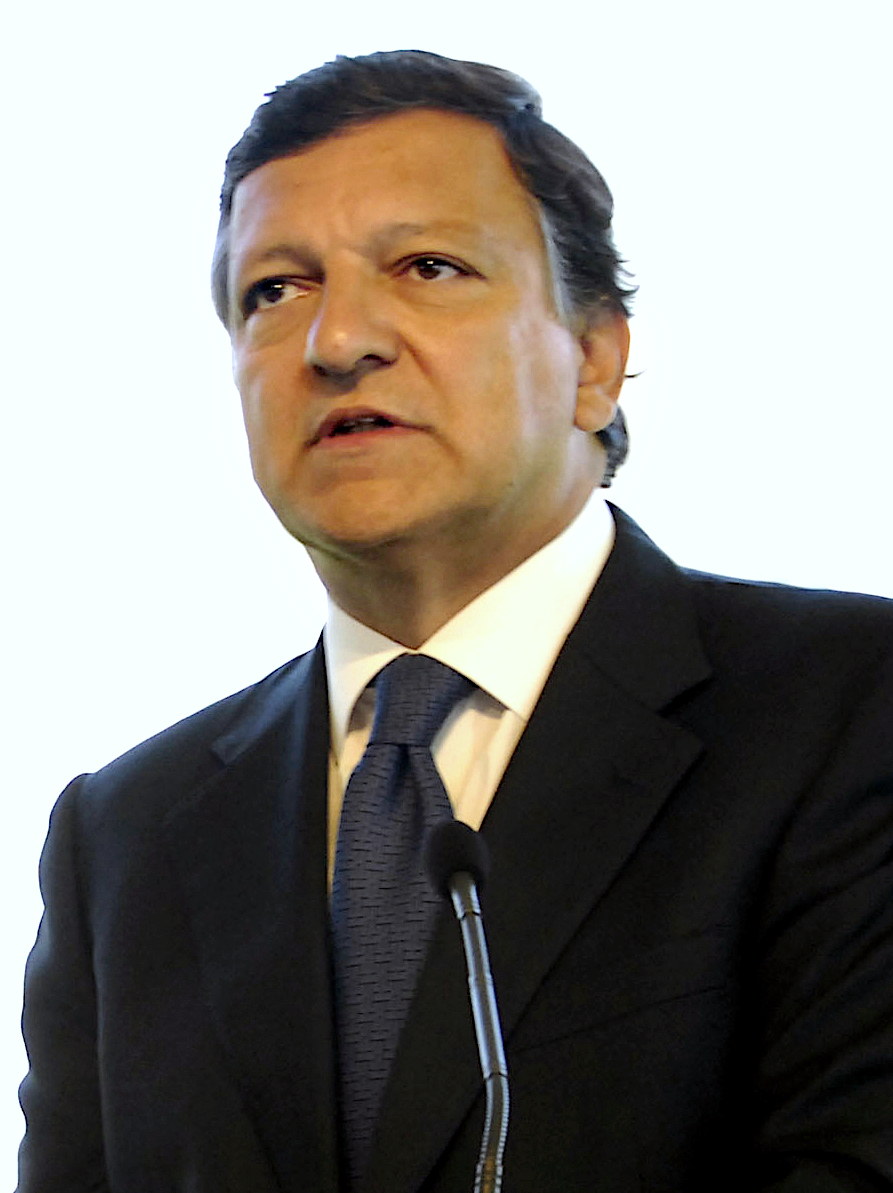
若澤·曼努埃爾·巴羅佐

主席為前葡萄牙總理若澤·曼努埃爾·巴羅佐。他接替1999年上任的義大利總理羅馬諾·普羅迪（普羅迪委員會）。他是歐洲人民黨成員，在2004年6月因人民黨在2004年歐洲選舉的勝利而獲得歐洲理事會提名。一些巴羅佐的既定目標是解決選民的冷漠和歐洲懷疑主義、選舉的能見度、與美國合作和發展「防衛實體」。
巴羅佐來自一個種族平等小國家，其經濟政策造成他的不受歡迎。他主掌的政府支持美國的伊拉克戰爭。社會黨領袖馬丁·舒茲批評他支持戰爭的立場。儘管如此，歐洲議會依然批准了巴羅佐任命案。
他因領導擴張的委員會而受到批評－比起前任者更具統轄權。巴羅佐罕見的與執委的重要提案連結在一起，像是能源和氣候變遷等方面，而不是將法案歸於各個職掌權力的執委。他也提出數個「寵物方案」，如伽利略定位系統和歐洲理工學院。
他也被批評為了取得連任而做出偏袒大國的舉動。支持經濟自由主義的巴羅佐在受到法國壓力後駁回執委麥克里維所提出的修改藝術家稅款。2008年7月，他成功地贏得法國總統薩科齊、歐洲議會議長漢斯-格特·珀特林和義大利總理貝魯斯科尼的支持。但他表示必須由議會黨團決定。儘管眾人皆知他尋求連任，但在2008年7月19日以前，從未公開宣布其意向。他進一步表示，他感到十分榮幸能擔任主席。事實上，他在里斯本條約的會談中曾因為德國波蘭之間的嚴重分歧而考慮辭職，但考慮到這樣做「太過戲劇化」。2008年10月，他獲得歐洲人民黨內部支持爭取連任。2009年選舉，人民黨維持第一大黨身分。在取得其他右派政黨的支持後，巴羅佐在2009年9月16日獲得議會支持連任。他的團隊在對議會做出數次讓步後，於2010年2月獲得通過。

### 第一屆委員會

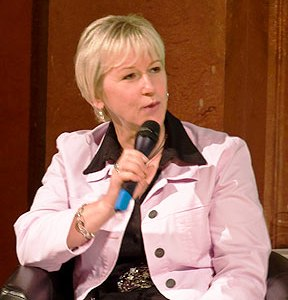
瑪戈特·瓦爾斯特倫，第一副主席兼機構關係與通訊策略專員

各成員國可指派一名執委。這是第一次大國沒有獲得兩名執委，同時是2004年擴張後第一個完整執委會。執委會人數從2004年的25位增加至2007年的27位。2008年3月3日，執委會共有9名女性，巴羅佐曾表示他希望執委會能比過去有更多女性加入。多數執委（20）出生於1940和50年代，最年輕的是奧利·雷恩（1962年生），最年長的是雅各·巴洛特（1937年生）。
多數執委曾擔任與歐盟相關的部會首長，如外交部長、歐洲事務部長或參與入盟談判的代表。除巴羅佐之外，希姆·卡拉斯和弗拉迪米爾·什皮德拉曾擔任總理。維維亞娜·雷丁是唯一有歐洲議會背景的執委。
政治上，執委來自歐洲主要政黨：歐洲自由民主與改革黨（8）、歐洲人民黨（8）和歐洲社會黨（6）。另外有4位無黨籍，一位來自歐洲民族聯盟。巴羅佐在國家間的職務分配上贏得讚賞。2007年以前只有7名自由黨和3名無黨籍執委。
| 職責                                          | 執委                                 | 國家       | 政黨                | 照片 |
| --------------------------------------------- | ------------------------------------ | ---------- | ------------------- | ---- |
| 主席                                          | 若澤·曼努埃爾·巴羅佐                 | 葡萄牙     | 人民黨 國家：PSD    |      |
| 第一副主席 機構關係與通訊策略                 | 瑪戈特·瓦爾斯特倫                    | 瑞典       | 社會黨 國家：SDWP   |      |
| 副主席 企業與產業                             | 君特·費爾霍伊根（Günter Verheugen）  | 德國       | 社會黨 國家：SPD    |      |
| 副主席 司法、自由與安全                       | 佛朗哥·弗拉蒂尼 到2008年4月23日      | 義大利     | 人民黨 國家：PDL    |      |
| 副主席 運輸                                   | 安東尼奧·塔亞尼 2008年4月23日起      | 義大利     | 人民黨 國家：PDL    |      |
| 副主席 司法、自由與安全                       | 雅各·巴洛特                          | 法國       | 人民黨 國家：UMP    |      |
| 副主席 行政事務、審計和反欺詐                 | 希姆·卡拉斯                          | 愛沙尼亞   | 自由黨 國家：ERP    |      |
| 經濟與財政事務                                | 華金·阿爾穆尼亞                      | 西班牙     | 社會黨 國家：PSOE   |      |
| 內部市場與服務                                | 查理·麥克里維                        | 愛爾蘭     | 自由黨 國家：FF     |      |
| 農業與農村發展                                | 瑪麗安·費舍-珀爾                     | 丹麥       | 自由黨 國家：自由黨 |      |
| 競爭                                          | 內莉·克魯斯                          | 荷蘭       | 自由黨 國家：VVD    |      |
| 貿易                                          | 彼得·曼德爾森 至2008年10月3日        | 英國       | 社會黨 國家：工黨   |      |
| 貿易                                          | 凱瑟琳·艾希頓 '2008年10月3日起       | 英國       | 社會黨 國家：工黨   |      |
| 漁業與海洋事務                                | 喬·伯格（Joe Borg）                  | 馬爾他     | 人民黨 國家：PN     |      |
| 環境                                          | 史塔夫羅斯·迪馬斯（Stavros Dimas）   | 希臘       | 人民黨 國家：NΔ     |      |
| 健康 2007年1月1日以前包含消費者保護職務       | 馬可斯·奇普利亞努 2008年3月3日為止   | 賽普勒斯   | 自由黨* 國家：ΔΚ    |      |
| 健康                                          | 安卓拉·瓦希利烏 2008年3月3日起       | 賽普勒斯   | 自由黨 國家：ΕΔ     |      |
| 發展與人道救援                                | 路易斯·米歇爾 2009年7月17日為止      | 比利時     | 自由黨 國家：MR     |      |
| 發展與人道救援                                | 卡雷爾·德·古赫特 2009年7月17日起     | 比利時     | 自由黨 國家：VLD    |      |
| 擴張                                          | 奧利·雷恩                            | 芬蘭       | 自由黨 國家：中間黨 |      |
| 就業，社會事務與平等機會                      | 弗拉迪米爾·什皮德拉                  | 捷克       | 社會黨 國家：ČSSD   |      |
| 稅務與關稅同盟                                | 拉斯洛·科瓦奇                        | 匈牙利     | 社會黨 國家：MSZP   |      |
| 財政計畫與預算                                | 達利婭·格里包斯凱特 2009年7月1日為止 | 立陶宛     | 無黨籍              |      |
| 財政計畫與預算                                | 阿爾吉爾達斯·塞梅塔 2009年7月1日起   | 立陶宛     | 無黨籍              |      |
| 外交關係與歐洲睦鄰政策                        | 貝尼塔·費雷羅-瓦爾德納               | 奧地利     | 人民黨 國家：ÖVP    |      |
| 教育、訓練與文化 2007年1月1日以前包含多語事務 | 揚·菲格爾                            | 斯洛伐克   | 人民黨 國家：KDH    |      |
| 區域政策                                      | 達努塔·許伯納 2009年7月4日為止       | 波蘭       | 無黨籍              |      |
| 區域政策                                      | 帕維烏·薩梅茨基 2009年7月4日起       | 波蘭       | 無黨籍              |      |
| 能源                                          | 安德里斯·皮耶巴爾格斯                | 拉脫維亞   | 自由黨 國家：LC     |      |
| 科學與研究                                    | 亞內茲·波多奇尼克（Janez Potočnik）  | 斯洛維尼亞 | 無黨籍              |      |
| 資訊社會與媒體                                | 維維亞娜·雷丁                        | 盧森堡     | 人民黨 國家：CSV    |      |
| 消費者保護 2007年1月1日以前與健康合併         | 梅格萊娜·庫內娃 2007年1月1日起       | 保加利亞   | 自由黨 國家：НДСВ   |      |
| 多語 2007年1月1日以前與教育、訓練與文化合併   | 李奧納德·歐本 2007年1月1日起         | 羅馬尼亞   | 無黨籍              |      |

* = 政黨並未加入任何一個歐洲政黨，但在議會裡與歐洲自由民主黨坐在一起

### 第二屆委員會

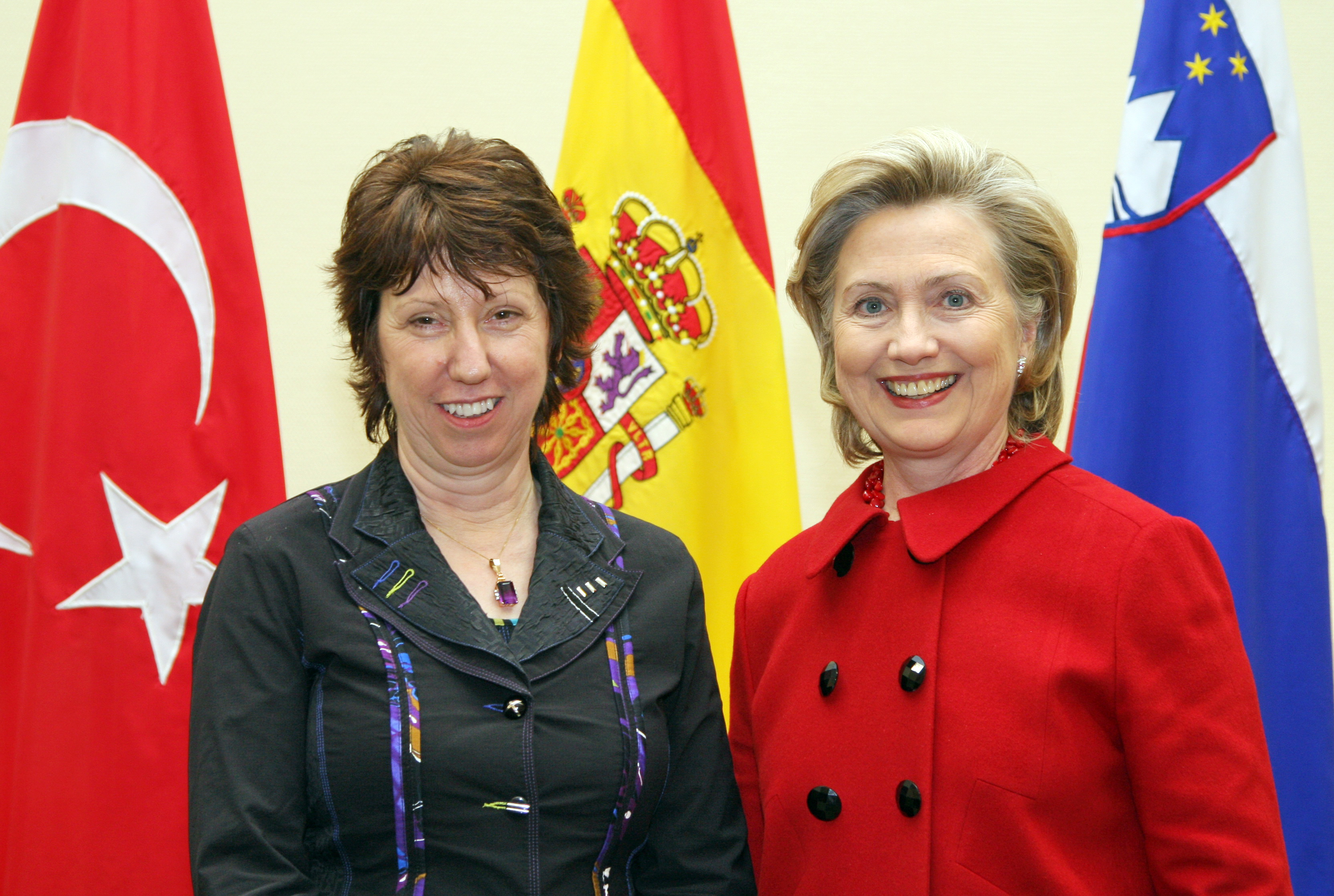
高級代表兼第一副主席凱瑟琳·艾希頓（左）與美國國務卿希拉蕊

第二屆巴羅佐委員會在2010年2月9日選出，獲得除綠黨、極左派和保守與改革黨團以外的黨團支持。由於里斯本條約，本屆是第一次將高級代表納入執委會。凱瑟琳·艾希頓為第一副主席。
儘管巴羅佐希望能有更多女性加入，但最後只提名了9名女性執委。為了維持執委會內的平衡，並顧及議會的支持基礎，有13名執委來自人民黨，8名來自自由黨而6名來自社會黨。13名成員為上一屆執委會成員，巴尼爾來自普羅迪委員會。
| 職責                          | 執委                                      | 國家       | 政黨                    | 照片 |
| ----------------------------- | ----------------------------------------- | ---------- | ----------------------- | ---- |
| 主席                          | 若澤·曼努埃爾·巴羅佐                      | 葡萄牙     | 人民黨 國家：PSD        |      |
| 第一副主席 外交事務與安全政策 | 凱瑟琳·艾希頓                             | 英國       | 社會黨 國家：工黨       |      |
| 副主席 司法、基本權利與公民權 | 維維亞娜·雷丁                             | 盧森堡     | 人民黨 國家：CSV        |      |
| 副主席 競爭                   | 華金·阿爾穆尼亞                           | 西班牙     | 社會黨 國家：PSOE       |      |
| 副主席 運輸                   | 希姆·卡拉斯                               | 愛沙尼亞   | 自由黨 國家：ERP        |      |
| 副主席 數位議程               | 內莉·克魯斯                               | 荷蘭       | 自由黨 國家：VVD        |      |
| 副主席 工業與企業             | 安東尼奧·塔亞尼                           | 義大利     | 人民黨 國家：PDL        |      |
| 副主席 內部機構關係與行政     | 馬洛許·塞夫喬維奇                         | 斯洛伐克   | 社會黨 國家：Smer       |      |
| 環境                          | Potočnik亞內茲·波多奇尼克                 | 斯洛維尼亞 | 自由黨 國家：LDS        |      |
| 經濟與貨幣事務                | 奧利·雷恩                                 | 芬兰       | 自由黨 國家：中間黨     |      |
| 發展                          | 安德里斯·皮耶巴爾格斯                     | 拉脫維亞   | 人民黨 國家：LPP/LC     |      |
| 內部市場與服務                | 米歇爾·巴尼耶                             | 法國       | 人民黨 國家：UMP        |      |
| 教育、文化、多語與青年        | 安卓拉·瓦希利烏                           | 賽普勒斯   | 自由黨 國家：ΔΚ         |      |
| 稅務與關稅同盟、審計和反欺詐  | 阿爾吉爾達斯·塞梅塔                       | 立陶宛     | 人民黨 國家：TS         |      |
| 貿易                          | 卡雷爾·德·古赫特                          | 比利時     | 自由黨 國家：VLD        |      |
| 健康與消費者政策              | 約翰·達利（John Dalli）                   | 馬爾他     | 人民黨 國家：PN         |      |
| 研究、創新與科學              | 瑪麗·喬蓋根-奎恩（Máire Geoghegan-Quinn） | 愛爾蘭     | 自由黨 國家：FF         |      |
| 財政計劃與預算                | 亞努斯·列凡多夫斯基（Janusz Lewandowski） | 波蘭       | 人民黨 國家：PO         |      |
| 海洋事務與漁業                | 瑪麗亞·達曼納基（Maria Damanaki）         | 希臘       | 社會黨 國家：ΠΑΣΟΚ      |      |
| 國際合作、人道救援與危機處理  | 克里斯塔莉娜·喬治艾娃                     | 保加利亞   | 人民黨 國家：由ГЕРБ提名 |      |
| 能源                          | 君特·歐廷格（Günther Oettinger）          | 德國       | 人民黨 國家：CDU        |      |
| 區域政策                      | 約翰內斯·哈恩（Johannes Hahn）            | 奧地利     | 人民黨 國家：ÖVP        |      |
| 氣候行動                      | 康妮·海德嘉（Connie Hedegaard）           | 丹麥       | 人民黨 國家：KFP        |      |
| 擴大與歐洲睦鄰政策            | 史蒂芬·傅勒（Štefan Füle）                | 捷克       | 社會黨 國家：ČSSD       |      |
| 就業與社會事務                | 拉斯洛·安多爾（László Andor）             | 匈牙利     | 社會黨 國家：MSZP       |      |
| 家庭事務                      | 賽希莉亞·馬姆斯壯（Cecilia Malmström）    | 瑞典       | 自由黨 國家：FP         |      |
| 農業與農村發展                | 達奇安·喬洛許（Dacian Ciolos）            | 羅馬尼亞   | 人民黨 國家：由PD-L提名 |      |

## 外部連結
- Members of the Barroso Commission （页面存档备份，存于）
  - Commission's work programe （页面存档备份，存于）
- Photo of the meeting of the Barroso Commission (2004) （页面存档备份，存于）, CVCE
- The Barroso Commission and its 'cabinets'[], EurActiv